# Mark Cojuangco

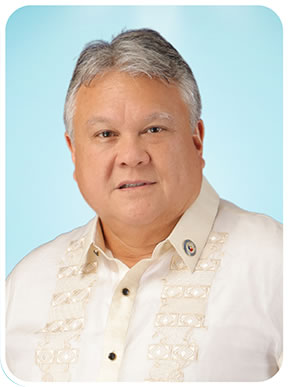
Mark Cojuangco, 2022

Marcos „Mark“ O. Cojuangco (* 6. Oktober 1957 in Manila) ist ein philippinischer Politiker.

## Biografie
Cojuangco, der von Beruf Unternehmer ist, ist seit 2001 Abgeordneter des Repräsentantenhauses der Philippinen. In diesem vertritt er als Mitglied der NPC den Wahlbezirk V (5th District) der Provinz Pangasinan.
Im 14. Kongress (2007 bis 2010) ist er Stellvertretender Vorsitzender des Ausschusses für Enteignungen. Außerdem ist er als Vertreter der parlamentarischen Mehrheit Mitglied der Ausschüsse für Wirtschaftsangelegenheiten, Information und Kommunikationstechnologie, das Wachstum von Nordluzon (North Luzon Growth Quadrangle) sowie des sogenannten Mittel-und-Wege-Ausschusses (Committee on Ways and Means).